# 데이터 리터러시
데이터 리터러시(Data Literacy) 또는 데이터 활용 능력은 자료를 정보로 읽고, 이해하고, 생성하고, 전달하는 능력이다. 일반적인 개념으로서의 읽고 쓰는 능력과 마찬가지로 데이터 리터러시는 데이터 작업과 관련된 역량에 중점을 둔다. 그러나 이는 데이터를 읽고 이해하는 것과 관련된 특정 기술이 필요하기 때문에 텍스트를 읽는 능력과 유사하지 않다.

## 배경
데이터 수집과 데이터 공유가 일상화되고 데이터 분석과 빅 데이터가 뉴스, 비즈니스, 정부, 사회 전반에서 공통적인 아이디어가 되면서 학생, 시민, 독자가 데이터 활용 능력을 갖는 것이 점점 더 중요해지고 있다. 이 개념은 일반적으로 자동화된 수단을 통한 데이터 분석과 결과의 해석 및 적용과 관련된 데이터 과학과 관련이 있다.
데이터 활용 능력은 그래프와 차트를 읽고 데이터에서 결론을 도출하는 능력을 포함하여 데이터가 의미하는 바를 이해하는 것과 관련되므로 통계 활용 능력과 구별된다. 반면, 통계적 리터러시(statistical literacy)는 그래프, 표, 진술, 설문 조사, 연구 등 “일상 매체에 나오는 요약 통계를 읽고 해석하는 능력”을 말한다.

## 같이 보기
- 정보문해
- 미디어 리터러시